# Апшеронський поріг
Апшеронський поріг або Апшеронський хребет — підводний хребет, що перетинає Каспійське море на північ від 40 ° північної широти, у напрямку NW-SE. 
Прямує понад 250 км Каспійським морем від столиці Азербайджану Баку і від Апшеронського півострова до півострова Челекен, Туркменістан. 
Поріг є продовженням Великого Кавказу та розділяє центральний і південний басейни Каспійського моря. 
Це інтерпретується як поверхневе вираження північно-східної зони субдукції, уздовж якої океанічна кора Південнокаспійського басейну субдукується під Центральний Каспій як частина складної зони колізії континентів між Аравійською та Євразійською плитою. 